# Адмірал Кузнецов
«Адмірал флоту Радянського Союзу Кузнецов» (рос. «Адмирал флота Советского Союза Кузнецов») — радянський (до 1991 року) і російський (важкий) авіаносний крейсер (АКР або ВАКР) проєкту 1143.5 (шифр «Кречет», англ. Kuznetsov class за класифікацією НАТО) побудований в останні роки існування Радянського Союзу на Чорноморському суднобудівному заводі в Миколаєві (УРСР) для ВМФ СРСР.
При закладці мав назву «Рига», спущений на воду під назвою «Тбілісі». 4 жовтня 1990 року наказом міністра оборони СРСР перейменований на «Адмірал флоту Радянського Союзу Кузнецов». В офіційних документах використовується спрощена назва корабля «Адмірал Кузнецов». 1 грудня 1991 року в терміновому порядку був переведений з Чорного моря на Північ. Входить до складу Північного флоту ВМФ Російської Федерації. Інколи його неточно називають «радянським (російським) авіаносцем».

## Бойове призначення
Авіаносні крейсери проєкту 1143 призначені для надання бойової стійкості оперативним з'єднанням військово-морського флоту у віддалених районах Світового океану. Завданнями авіаносного крейсера «Адмірал Кузнецов» є:
- прикриття корабельних з'єднань від ударів з повітря, їхня протичовнова і протикорабельна оборона;
- забезпечення бойової стійкості ракетних підводних човнів стратегічного призначення в районах бойового патрулювання;
- забезпечення розгортання підводних човнів в районах бойового призначення;
- прикриття морської ракетоносної, протичовнової та розвідувальної авіації в зоні досяжності корабельної винищувальної авіації;
- пошук і знищення ракетних підводних човнів противника у складі угруповань різнорідних протичовнових сил;
- ураження угруповань надводних кораблів противника;
- забезпечення висадки морських десантів;
- завдавання ударів по важливих наземних об'єктах противника.

## Проєктування. Характеристика проєкту
Авіаносний крейсер «Тбілісі» проєкту 1143.5 став подальшим продовженням проєкту 1143.4 (єдиний представник ВАКР «Баку»).
Після призначення Д. Ф. Устинова міністром оборони СРСР було прийняте рішення будувати на базі корпусу проєкту 1143 модернізований авіаносний крейсер проєкту 1143.4 з удосконаленим радіоелектронним озброєнням, головним призначенням якого було забезпечення корабельного базування надзвукових літаків з вертикальним зльотом і посадкою Як-141. Корабель проєктувався Невським ПКБ, головний конструктор — В. Ф. Анікієв. Єдиний побудований корабель проєкту, — «Баку» (заводський № 104), — закладений на стапелі Чорноморського суднобудівного заводу 17 лютого 1978 року. Спущений на воду в квітні 1982-го (за планом — кінець 1981 р.). З 2 червня по 1 грудня 1986 року пройшов швартові, й 9 січня 1987-го вийшов на ходові випробування. Державні випробування «Баку» розпочалися 21 квітня. Акт прийомки ВМФ СРСР підписаний 11 грудня 1987 року. Будівництво другого корабля серії із заводським номером 105 було розпочате в грудні 1980 року, але через півтора року, після збірки кількох секцій корпусу, припинене.
У листопаді 1977 року в Головному штабі ВМФ СРСР було розглянуто основні напрямки поетапного вдосконалення важких авіаносних крейсерів проєкту 1143. За результатами цієї наради Невському ПКБ було доручено розробити технічну пропозицію, а НДІ ВМФ і ВПС — тактико-технічне завдання на авіаносний корабель, оснащений катапультами і аерофінішерами, який би мав у складі авіагрупи, крім вертольотів і літаків вертикального зльоту і посадки, також літаки з горизонтальним злетом і посадкою. Головним конструктором проєкту 1143.5 був призначений О. П. Ефимов (влітку 1979 року його змінив А. Б. Морін, в грудні 1979-го — В. Ф. Анікієв, у 1986-му — П. О. Соколов, 1989-му — Л. В. Бєлов).
Новий проєкт, яким практично став корабель, передбачав встановлення в носовій частині корпусу трампліна з двома стартовими позиціями: ближньою (для літаків з високою стартовою тягооснащеністю) і дальньою (для літаків з меншою потужністю двигунів). Для розміщення трампліна ударне озброєння, розташоване раніше в носі корабля, переносилося на надбудову і в корму. В іншому надбудова зберігалася аналогічна проєкту 1143М. Корабель оснащувався чотирма тросовими аерофінішерами і аварійним бар'єром. Чисельність авіагрупи збільшувалася до 40 літаків Як-141, Су-27К, МіГ-29К і вертольотів Ка-27. При цьому стандартний тоннаж корабля збільшувався до 46 540 тонн.

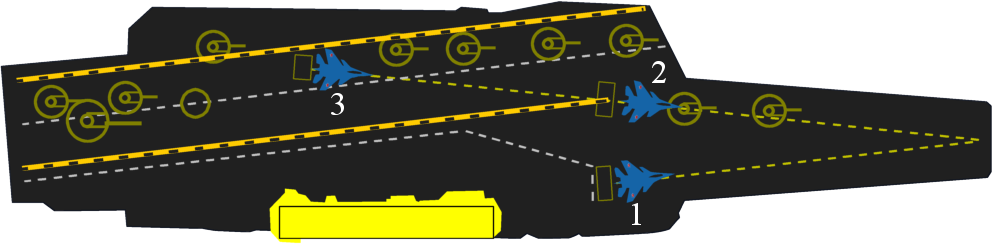
Схема розміщення стартових позицій на ВАКР пр. 1143.5

Архітектура нового ВАКР в порівнянні з попередниками стала «авіаносною» — з наскрізною польотною палубою площею 14800 м², трампліном з кутом сходу в 14,3° в носовій частині, двома бортовими 40-тонними підйомниками по правому борту в ніс і корму від острівної надбудови. Наявність розвинених спонсонів і зсув надбудови вправо дозволили збільшити ширину польотної палуби до 67 метрів. Посадкова ділянка польотної палуби розмірами 205×26 метрів разом зі спонсоном лівого борту розташовувалася під кутом 7° до діаметральної площини корабля.
Будучи першим в радянській морській практиці авіаносцем (тобто кораблем, здатним приймати літаки горизонтального зльоту та посадки), ВАКР «Адмірал флоту Радянського Союзу Кузнецов» тим не менше, не зміг повною мірою подолати недоліки перших радянських авіаносних крейсерів типу «Київ». Ставка на заміну повноцінних парових катапульт трампліном призвела до ускладнення злітно-посадкових операцій (через наявність лише одного напрямку для старту) та неможливості оперувати важкими літаками, подібним літакам системи АВАКС. Внаслідок цього можливості корабля з загоризонтного виявлення обмежувалися вертольотами ДРЛВ, що мали малий радіус дії.
Можливості авіаносця також обмежені складом авіагрупи: серійні Су-33, які стоять на озброєнні 279-го корабельного авіаполку Північного флоту, являють собою практично чисті перехоплювачі, і не мають ефективного керованого озброєння для ударів по захищених наземних об'єктах або військових кораблях противника. В результаті авіаносець має обмежені можливості з оборони від повітряного нападу і лише формальні можливості щодо завдавання авіаударів по наземних та надводних цілях.

## Будівництво і випробування
П'ятий за рахунком радянський важкий авіаносний крейсер і перший ВАКР проєкту 1143.5 «Рига» був закладений на стапелі «0» Чорноморського суднобудівного заводу 1 вересня 1982 року.
Будівництво вперше в СРСР проводилася прогресивним способом формування корпусу з великих блоків масою до 1400 тонн, довжиною до 32-х метрів висотою 13 м і шириною рівною ширині корпусу корабля 35,4 м основний корпус був розбитий на 21 блок: 10 блоків нижнього ярусу від кіля до 6-ї палуби та 11 блоків верхнього ярусу від 6-ї до верхньої палуби. Надбудова була 22-м блоком. Окремими блоками також були спонсони лівого й правого бортів. До завершення нижнього ярусу його блоки максимально насичувалися крупним обладнанням — встановлювались головні котли, холодильні машини, що дозволило здійснювати стапельний монтаж.

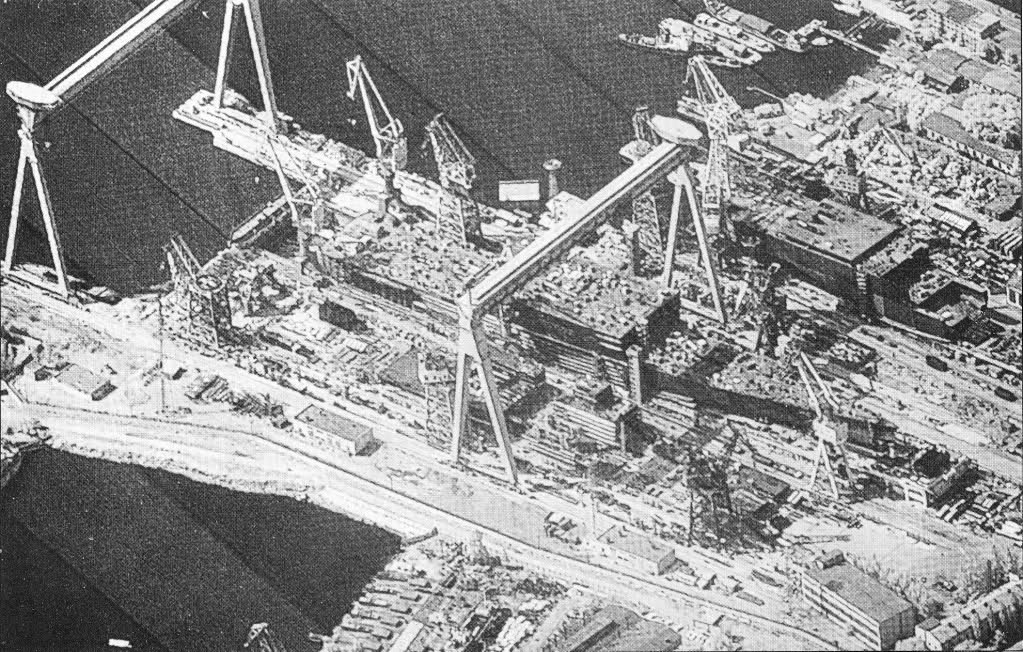
«Нульовий» стапель Чорноморського суднобудівного заводу. Фото 1984 року

Ще до закінчення складання, після смерті Леоніда Брежнєва, постановою Ради міністрів СРСР і ЦК КПРС 22 листопада 1982 року крейсер був перейменований на його честь на «Леонід Брежнєв». Спущений на воду 4 грудня 1985 року, після чого тривала його добудова на плаву.
Завантаження й монтаж озброєння на авіаносець (крім зонального блоку пускових установок ПКРК «Граніт»), електрообладнання, авіаційно-технічних засобів, систем вентиляції та кондиціонування повітря, а також обладнання приміщень виконувалися на плаву, при добудові корабля. 11 серпня 1987 року перейменований на «Тбілісі».
8 червня 1989 року почалися швартові випробування. До літа 1989 року технічна готовність корабля досягла 71%. Були введені системи головної енергетики, завершений монтаж корабельних систем, пов'язаних з базуванням авіагрупи. Було прийняте рішення, не чекаючи початку льотно-технічних випробувань, провести зльотно-посадкові операції в морі з літаками МіГ-29К та Су-27К.
8 вересня того ж року на корабель заселений екіпаж. 21 жовтня 1989 року, перервавши швартові випробування, недобудований та недоукомплектований корабель був виведений в море, де провів цикл льотно-конструкторських випробувань літаків, призначених для базування у нього на борту.
О 13.46 1 листопада першу посадку на корабель здійснив льотчик-випробувач ДКБ Сухого Віктор Пугачов на літаку Су-27К. О 15.11 — льотчик-випробувач ДКБ Мікояна Токтар Аубакіров на МіГ-29К. О 17.17 на палубу корабля здійснив посадку Су-25УТГ з льотчиками-випробувачами Ігорем Вотінцевим і Олександром Крутовим. О 16.48 Аубакіров здійснив перший зліт з трампліна на Міг-29К. Зліт з трампліна Су-25УТГ і Су-27К відбувся відповідно о 9.00 і 11.00 2 листопада. 21 листопада льотчик-випробувач Віктор Пугачов здійснив першу нічну посадку на польотну палубу. Всього на ВАКР «Тбілісі» було виконано 227 польотів і 35 посадок. Після завершення циклу випробувань 23 листопада 1989 року корабель повернувся на завод для добудови.

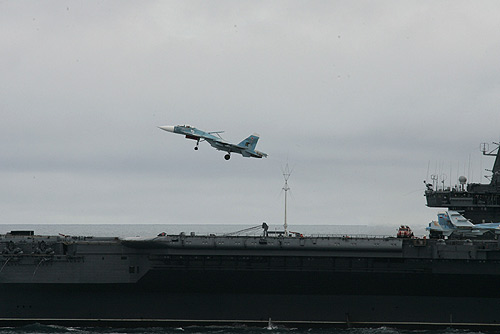
Посадка Су-27К на аерофіншер

25 травня 1990 року «Тбілісі» вийшов на заводські ходові і державні випробування. За час випробувань пройшов 16200 миль, з корабля виконано 454 польоти літаків Су-27К, МіГ-29К, Су-25УТГ, протичовнових вертольотів Ка-27, транспортно-бойового вертольота Ка-29, вертольота радіолокаційного дозору й наведення авіації Ка-31РЛД. Під час випробувань було встановлено, що при нормальній злітній вазі Су-27К зліт може здійснюватися з 1-ї і 2-ї стартових позицій з 90 метрів від зрізу трампліна; при максимальній — з 3-ї позиції (180 м).
4 жовтня 1990 року наказом міністра оборони СРСР корабель перейменований в черговий раз (4-й) і став називатися «Адмірал флоту Радянського Союзу Кузнецов» на честь головнокомандувача ВМФ СРСР в 1939–1955 роки Миколи Герасимовича Кузнецова. Приймальний акт про передачу ВМФ був підписаний 25 грудня 1990 року. Корабель був включений до складу 30-ї дивізії протичовнових кораблів Чорноморського флоту. Протягом 1991 року «Адмірал Кузнецов» перебував в Севастополі, де брав участь у державних льотних випробуваннях літака Су-27К.

## Викрадення з України
У грудні 1991 року на адресу командира корабля надійшла урядова телеграма від Президента України Леоніда Кравчука, в якій пояснювалося, що крейсер є власністю України і що до ухвалення урядового рішення він повинен залишатися на севастопольському рейді. Попри заборону Києва корабель вийшов в район Феодосійського полігону для відпрацювання зльоту-посадки палубних літаків. Тим часом з Північного флоту до Криму терміново вилетів заступник командувача Північним флотом віце-адмірал Юрій Устименко, який, прибувши на борт, віддав наказ терміново, без двох третин офіцерсько-мічманського складу і заводської здавальної команди, які перебували на березі, терміново готуватися до переходу морем — аби не залишити корабель Україні, командування ВМФ ухвалило рішення про його перехід на Північ до завершення державних випробувань — їх другий етап розпочався лише восени 1992 року на Північному флоті, де не було ні полігону НИТКА, ні технічної документації за першим етапом, ні підготовлених інженерів і льотчиків-випробувачів, і тривав до середини осені 1994 року.
О 23.40, не подаючи жодних сигналів, корабель залишив Севастопольський рейд і взяв курс на Босфор. До протоки «Кузнецов» йшов 30-вузловим ходом, у місці звуження — 20 вузловим. Протоки корабель пройшов 1 грудня 1991 року. Турецька влада не перешкоджала руху судна.
20 грудня включений до складу Північного флоту ВМФ Російської Федерації, військово-морський прапор СРСР замінений на прапор ВМФ Росії. 24 грудня 1991 року «Адмірал Кузнецов» прибув до постійного місця базування Відяєво Мурманської області.

## Експлуатація
В грудні 1991 року включений до складу 43-ї дивізії ракетних крейсерів північного флоту Росії.
Протягом 1992–1994 рокі продовжувалися випробування корабля, його озброєння та авіагрупи, крейсер три-чотири місяці на рік проводив у морі, брав участь у навчаннях. В 1993 році для його авіагрупи стали надходити перші серійні Су-33. Зимою 1994–1995 років проведено ремонт головних котлів енергетичної установки.

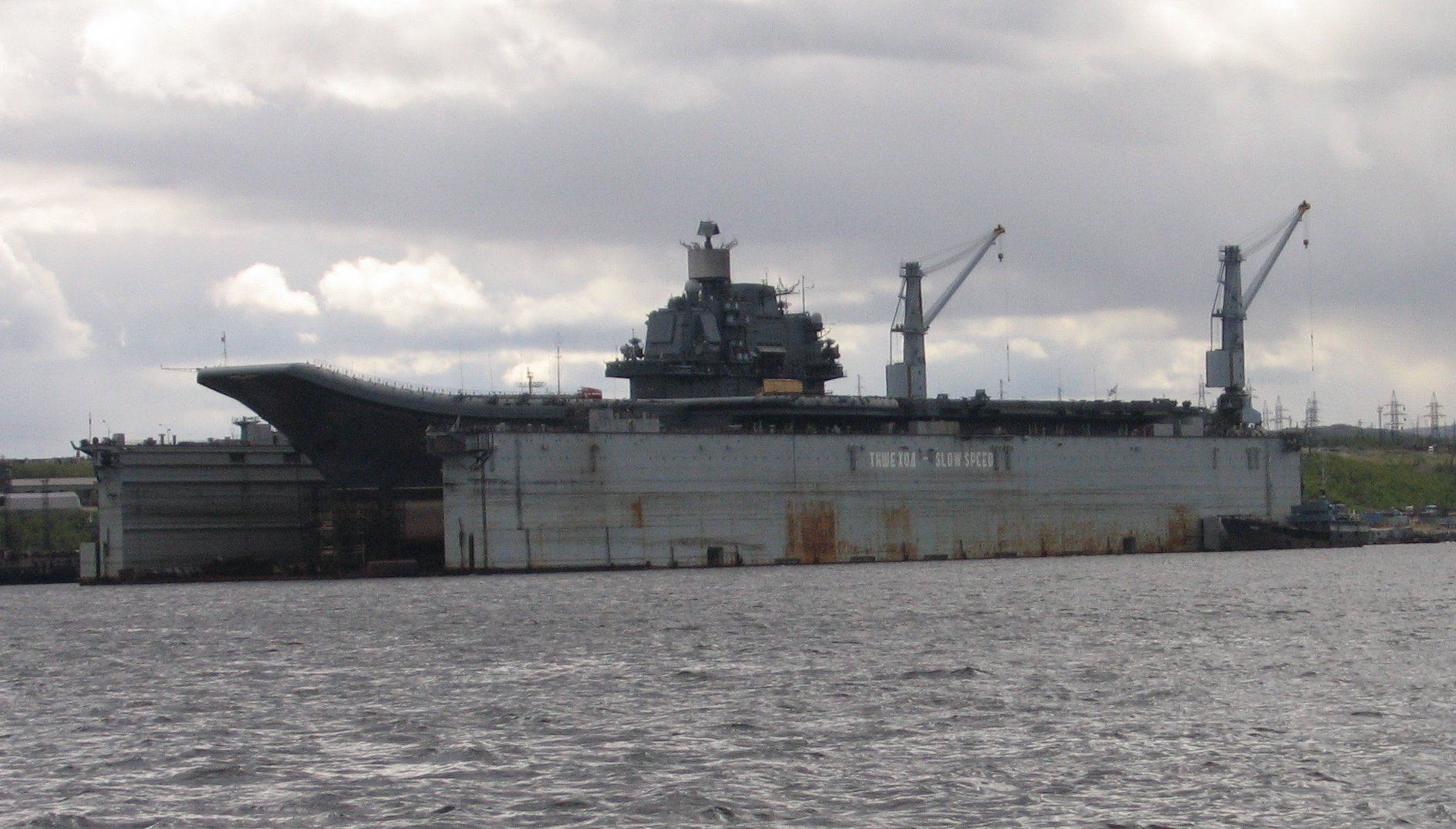
«Адмірал Кузнецов» на ремонті у плавдоці

### Перший похід в Середземне море
23 грудня 1995 року в складі корабельної багатоцільовий групи вийшов на бойову службу в Середземне море, маючи на борту авіагрупу у складі 13 Су-33, 2 Су-25УТГ і 11 гелікоптерів. Гібралтар пройдено через 10 діб походу, 4 січня 1996 року. 7 січня до 17 січня встав на якір біля берегів Тунісу. Там відбувся обмін візитами представниками 6-го флоту ВМС США, включаючи посадки російських вертольотів на американський авіаносець та навпаки, а також провозки російських пілотів на літаках США. З 28 січня по 2 лютого здійснював діловий захід в Тартус (Сирія). 4 лютого захід на острів Крит. 17-18 лютого здійснив візит до Ла-Валетти. 2 березня — навчання ППО авіаносної багатоцільової групи з відпрацюванням Су-33 перехоплень літаків та крилатих ракет. 6 березня — прохід Гібралтару у зворотньому напрямку. На завершальному етапі походу взяв участь у командно-штабних навчаннях Північного флоту. У рамках навчань проведено умовне відбиття атаки чотирьох Ту-22М3. Вони були перехоплені на дистанції 450 км від центру ордера. 22 березня 1996 року ошвартувався в базі. за час походу фактично перехоплені 12 повітряних цілей, виявлені два іноземні підводні човни, проведені ракетно-артилерійські стрільби, включно з ракетним комплексом «Граніт». Весь похід супроводжувався серйозними проблемами з головною енергетичною установкою, внаслідок яких корабель неодноразово втрачав хід, а також різними неполадками з корабельними системами.

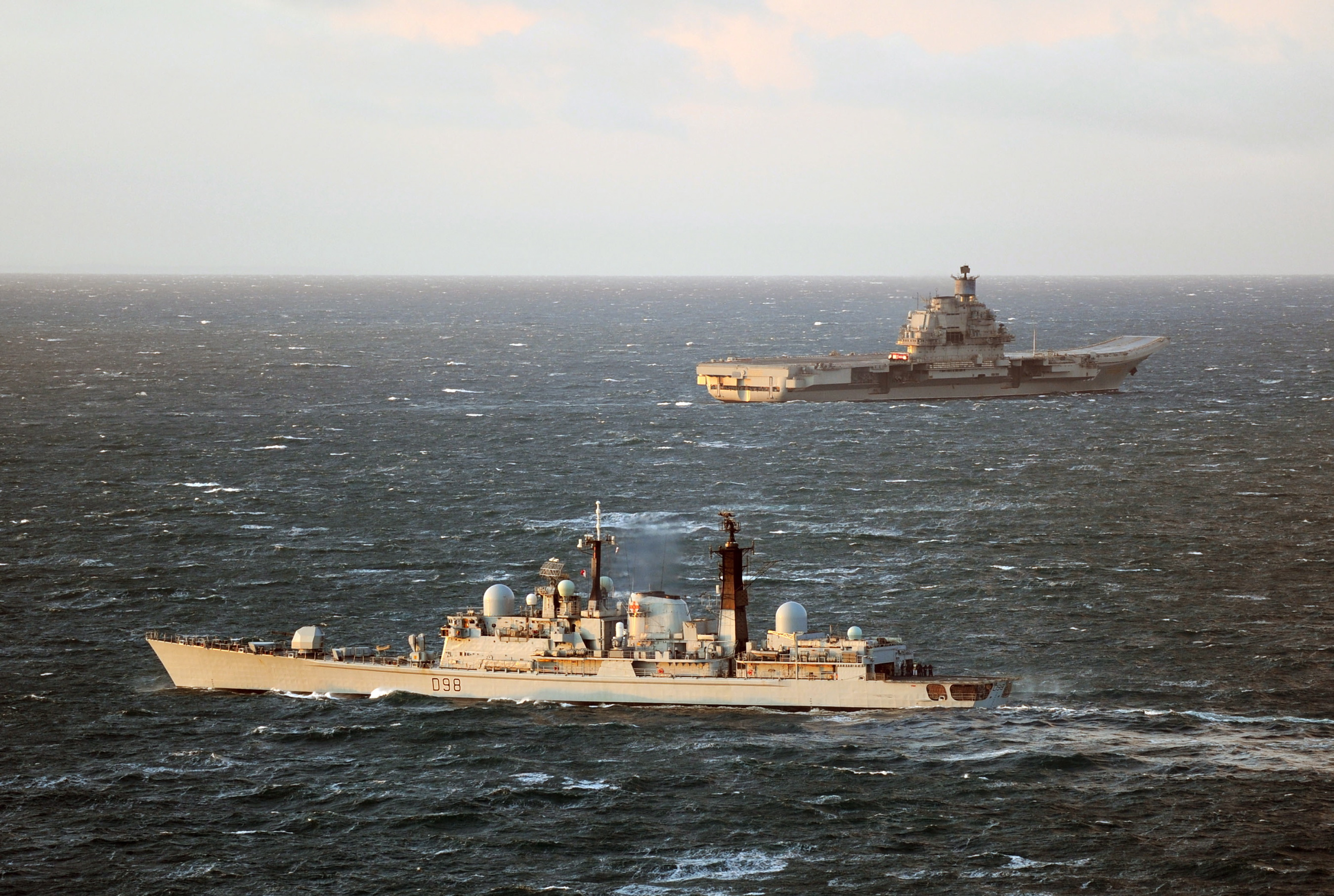
«Адмірал Кузнецов» на якорі за 30 морських миль від Морі-Ферт чекає на поліпшення погоди під час переходу до Середземного моря. На передньому плані есмінець типу 42 «Йорк» ВМС Великої Британії. 2011 рік

З 1996 по 1998 рік перебував у ремонті. У 1998 році брав участь у навчаннях Північного флоту. 1999 року двічі виходив у море на бойову підготовку. В 2000 році брав участь у великих навчаннях, під час яких загинув підводний човен К-141 «Курськ», брав участь у рятувальній операції. Через цю трагедію був скасований другий похід крейсера на бойову службу в Середземне море, який повинен був відбутися наприкінці 2000 року.
З 2001 по 2004 рік перебував на плановому середньому ремонті. 2004 року у складі групи з дев'яти кораблів Північного флоту, до якої входили також важкий атомний ракетний крейсер «Петро Великий», ракетний крейсер «Маршал Устинов» інші кораблі і судна забезпечення брав участь в місячному поході в Північну Атлантику, під час якого проводилися також та льотно-конструкторські випробування літаків Су-27КУБ. У 2005–2007 роках декілька разів виходив на бойову службу в Баренцеве море.

### Другий похід у Середземне море
5 грудня 2007 у складі корабельної ударної групи вийшов у свій другий похід на бойову службу в Атлантичний океан та Середземне море, який тривав до 3 лютого 2008 року. Після бойової служби був поставлений в ремонт. В ході ремонту, який тривав до 8 грудня, на кораблі була оновлена головна енергетична установка, виконані роботи з ремонту котельного обладнання, системи кондиціонування повітря, механізмів для підйому літаків на льотну палубу, замінено кабельні траси, відновлені окремі блоки систем озброєння крейсера. 6 грудня 2011 року «Кузнецов» разом із загоном кораблів Північного флоту був направлений в Середземне море, до берегів Сирії.
За заявою представників міноборони, авіаносець потребує капітального ремонту та можливо пройде його до 2017 року на суднобудівному підприємстві «Севмаш». Але через нестачу фінансування, ремонт авіаносця відкладається на невизначений термін.

### Похід до берегів Сирії 2016—2017
В супроводі бойових кораблів 15 жовтня 2016 крейсер після завантаження на причалі 35-го судноремонтного заводу в Мурманську вирушив в Середземне море до берегів Сирії. Похід триватиме чотири-п'ять місяців. У складі авіакрила «Адмірала Кузнецова» — новітні винищувачі МіГ-29КР і МіГ-29КУБР в кількості 4 машини, а також до десяти винищувачів Су-33 (наявність 8 підтверджено). Крім того, в складі крила перебували близько чотирьох вертольотів Ка-27ПЛ/ПС, два Ка-29ТБ, два Ка-31, та один Ка-52К «Катран» (корабельна версія Ка-52 «Алігатор»).
Винищувачі Су-33 були обладнані прицільними пристосуваннями СВП-24 «Гефест», завдяки чому вони отримали обмежену можливість завдавати бомбових ударів некерованими бомбами.
Бойовий вертоліт Ка-52К потрапив на авіаносець майже випадково — опинившись відмерлою спадщиною так і не отриманих ВМФ Росії універсальних десантних кораблів «Владивосток» і «Севастополь» типу «Mistral» французької побудови.
Бойове угрупування «Адмірала Кузнецова» мало в складі атомний крейсер проєкту 1144 «Петро Великий», два великі протичовнові кораблі проєкту 1155 «Севереморск» та «Вице-Адмирал Кулаков», три заправника і два буксири. 5 листопада до групи долучився щойно прийнятий на озброєння (в березні 2016 року) фрегат проєкту 11356 «Адмирал Григорович» (озброєний крилатими ракетами «Калибр-НК»), великий протичовновий корабель проєкту 61 «Сметливый», іще один танкер-заправник та два буксири.
Ввечері 13 листопада 2016 року в ході тренувальних польотів при заході на посадку зазнав аварії палубний винищувач МіГ-29К (можливо, МіГ-29КУБР). Пілот катапультувався, його здоров'ю нічого не загрожувало. Аварія сталася через технічну несправність.
В суботу 3 грудня 2016 року при заході на посадку був втрачений Су-33 — літак зісковзнув у море після невдалого зачеплення за канат аерофінішера. Пілот катапультувався, його життю нічого не загрожує.

### Авіакрило
| № п/п | Тип       | Бортовий номер |
| ----- | --------- | -------------- |
| 1     | Су-33     | 62             |
| 2     | Су-33     | 66             |
| 3     | Су-33     | 67             |
| 4     | Су-33     | 71             |
| 5     | Су-33     | 76             |
| 6     | Су-33     | 77             |
| 7     | Су-33     | 78             |
| 8     | Су-33     | 84             |
| 9     | Су-33     | 88             |
| 10    | МіГ-29К   | 47             |
| 11    | МіГ-29К   | 49             |
| 12    | МіГ-29КУБ | 52             |
| 13    | МіГ-29КУБ | 53             |
| 14    | Ка-29     | 23             |
| 15    | Ка-29     | 60             |
| 16    | Ка-29     | 75             |
| 17    | Ка-27ПС   | 55             |
| 18    | Ка-27ПС   | 57             |
| 19    | Ка-52     | 04             |

### Інциденти
18 жовтня 2004 року в північно-східній Атлантиці навчально тренувальний літак Су-25УТГ (бортовий номер «07 червоний») здійснив жорстку посадку на палубу авіаносця «Адмірал Кузнецов». У літака зламалася права стійка шасі, після чого його протягло близько 90 м по палубі. Пілот не постраждав, окрім літака було пошкоджено вогнетривке покриття палуби корабля, що захищає його від струменів гарячого повітря з реактивних двигунів.
5 вересня 2005 року в північній частині Атлантичного океану в ході навчально-тренувального польоту був втрачений палубний винищувач Су-33 (бортовий номер «82 червоний»). При посадці на палубу авіаносця «Адмірал Кузнецов» обірвався трос аерофінішера (пристрою, що скорочує пробіг після посадки), через що літак вилетів з палуби і потонув. Пілот літака не постраждав. Затонулу машину планувалось знищити глибинними бомбами, оскільки на її борту перебувала секретна апаратура.
13 листопада 2016 року в Середземному морі в ході тренувальних польотів при заході на посадку на авіаносець «Адмірал Кузнецов» зазнав аварії палубний винищувач МіГ-29К. Пілот катапультувався, його здоров'ю нічого не загрожує. Аварія сталася через технічну несправність. Згодом з'явилась інформація, що інцидент стався внаслідок того, що під час заходу трійки літаків на посадку, другий літак пошкодив (розірвав) два кабелі аерофінішера. На палубі здійнявся безлад, спроби прибрати сміття та полагодити аерофінішер забрали більше часу, аніж залишалось палива на третьому літаку. Коли паливо закінчилось, літак впав, пілот був вимушений катапультуватись. Проте,  на думку дослідників британського аналітичного центру RUSI офіційно названа причина аварії насправді покликана приховати справжню причину — низьку надійність силової установки літака (спричиненої, в тому числі, проблемами з електронною системою управління).
В суботу 3 грудня 2016 року при заході на посадку був втрачений Су-33 — літак зісковзнув у море після невдалого зачеплення за канат аерофінішера. Пілот катапультувався, його життю нічого не загрожує. Аварія сталась за чудових погодних умов: видимість понад 10 км, стан моря 4, швидкість вітру 12 вузлів. Втрата вже другого протягом місяця літака була офіційно підтверджена 5 грудня.

## Ремонт і модернізація
Викрадення корабля з України після розпаду СРСР у стані незавершених випробувань унеможливило здійснення супроводу корабля заводом-виробником.

### Після «Сирійського походу»
Після сирійського походу корабель був поставлений на ремонт та модернізацію. Було заплановано витратити близько 50 млрд рублів (близько $800 млн). Однак, за даними ЗМІ, цю суму було скорочено в жовтні 2017 року майже вдвічі. Виділених коштів вистачить на повний ремонт агрегатів та вузлів корабля, однак забракне для глибинної модернізації. Має бути замінено 4 із 8 котлів, а решта 4 мають пройти капітальний ремонт. В травні 2018 була оприлюднена вартість ремонту — 60 млрд рублів (майже $ 1 млрд).
Проте, за даними видання «КоммерсантЪ», згідно укладеного в квітні 2018 року контракту ремонтні роботи будуть проведені на мурманському 35-му судноремонтному заводі, дочірньому підприємстві «Центр судноремонтну „Звездочка“» (Сєверодвінськ) та триватимуть два роки. Сукупна вартість контракту складає 55–62 млрд російських рублів. Таким чином роботи мають бути завершені в 2020 році, а повернутись на службу крейсер має вже у 2021 році. Силова установка залишиться котлотурбінною. Також буде замінено радіоелектронне озброєння та залишено ракетний комплекс П-700 «Граніт» (раніше планували замінити його на сучасніший комплекс «Калібр»).
В ніч на 30 жовтня 2018 року, близько опівночі, на 82-му судноремонтному заводі (Мурманськ) під час планового виходу корабля з плавучого доку ПД-50 на останньому через збій у електроживленні вимкнулись насоси і він затонув. Унаслідок затоплення доку на ньому впали два баштових крани, один з них впав на палубу авіаносця та пробив у ній дірку. Були і жертви: троє співробітників зазнали переохолодження, ще один з пораненням черевної порожнини — у важкому стані. Близько 70 осіб були евакуйовані з території заводу. Була ініційована рятувальна операція за участю військових та МНС. І хоча внаслідок надзвичайної події була ушкоджена злітна палуба, корабель начебто не отримав ушкоджень, здатних вплинути на терміни ремонтних робіт. Після аварії корабель був відбуксований на штатне місце стоянки на 35-му судноремонтному заводі в Мурманську. Там повідомили, що ушкодження не вплинуть на терміни ремонту. Слід зазначити, що окрім затонулого ПД-50 приймати кораблі розміру «Адмірала Кузнецова» іще начебто здатен док ПД-190 в Новоросійську. Тим не менш, док ПД-50 був єдиним на півночі Росії здатним прийняти «Кузнецова» на ремонт. Доком активно користувались для ремонту і менших кораблів та підводних човнів. Інколи їх ставили по 2-3 штуки водночас.
У 2019 році, на «Адміралі Кузнєцові» сталася пожежа. Двоє робітників загинули, 14 осіб отримали поранення, а судно зазнало збитків на декілька мільйонів доларів США. 
За даними російського видання «Известия» вихід крейсера з доку не був запланований наперед і тому тоді, коли ПД-50 став занурюватись, корабель не був підготовлений до виходу. Аварія ж, в свою чергу, сталась через те, що при збої живлення з суходолу док не перейшов на власне живлення, оскільки моторна команда ПД-50 була скорочена, а пальне для дизель-генераторів не було придбане.
Врятувати корабель вдалось лише завдяки злагодженим діям команди, що в той час знаходилась на борту. В результаті авіаносець «заковтнув» через відкриті отвори кілька тисяч тон забортної води.
Втрата ПД-50 не може не вплинути на терміни ремонту «Адмірала Кузнецова», оскільки єдине місце, де він може бути поставлений на ремонт на півночі Росії — басейн заводу «Севмаш» зараз зайнятий ремонтом важкого ракетного крейсера «Адмірал Нахімов» а для введення «Кузнецова» все одно доведеться розширювати вхід в басейн
Наприкінці листопада представники «Об'єднаної суднобудівної корпорації» повідомили, що внаслідок інциденту корабель отримав 52 ушкоджень усунення яких обійдеться у близько $1 млн без впливу на терміни завершення ремонту.
Однак вже навесні 2020 року стало відомо, що виникли проблеми з модернізацією сухого дока, який потрібен для подальших робіт на кораблі. В зв'язку з цим, за експертними оцінками, термін здачі крейсера перенесено на, у найкращому випадку, 2023 рік.
За словами віце-президента з військового кораблебудування Об'єднаної суднобудівної корпорації (ОСК) Володимира Корольова ремонт з модернізацією «Адмирал Кузнецов» завершиться в першій половині 2023 року. Будуть замінені повністю авіоніка, льотна палуба з трампліном, енергетичне обладнання, силова установка. Корабель отримає нову систему управління зльотом і посадкою літаків цілком російської розробки. Склад палубної авіації залишиться колишній, ударного озброєння на крейсері не буде, його оснастять зенітним ракетно-гарматним комплексом «Панцир-М».
У березні 2021 року колишнього керівника рос. «10 Ордена Трудового Красного Знамени судоремонтного завода» (10-й СРЗ) було заарештовано за підозрою розграбування 45 млн рублів, виділених на ремонт корабля. 10 СРЗ — один із головних підрядників, залучених до ремонтних робіт. У липні 2021 року підприємство рос. АО «Черкесский завод резиновых технических изделий» (ЧЗРТИ) подало до суду позов з вимогою визнати 10 СРЗ банкрутом через не погашення заборгованості в 5,6 млн рублів. При цьому ЧРЗТИ мав поставити спеціальні рукава витяжної вентиляції, необхідні для забезпечення авіаносця в зимовий період.
У другій половині травня 2022 року стало відомо, що корабель був заведений у недобудований сухий док на 35-ому кораблебудівному заводі «Севморпуть». У 2022 році на судні сталася ще одна пожежа без жертв, а на початку 2023 року в Мурманську ремонтні роботи були призупинені.
Офіційна версія простою судна росіян полягає в тому, що «Адмірал Кузнєцов» досі проходить капітальний ремонт із програмою модернізації, яка має продовжити термін служби човна ще на чверть століття. Капітальний ремонт не йде повним ходом, роками відстаючи від графіка. Росіяни попередньо заявляли, що авіаносець «Адмірал Кузнєцов» повернеться в стрій у 2024 році. Через російське вторгнення в Україну продовжуються чисельні витрати на військові ресурси, вливання яких, швидше за все, не є головним пріоритетом, а «Адмірал Кузнєцов» навряд чи вийде в море найближчим часом.